# Windpark Zeewolde
Der Windpark Zeewolde ist ein Onshore-Windpark bei Zeewolde (Provinz Flevoland) bei Amsterdam. 
Er wurde am 26. August 2022 eröffnet. 83 Windkraftanlagen haben zusammen eine installierte Leistung von 320 MW.
Er gilt mit Stand August 2022 als der größte Onshore-Windpark der Niederlande und als größter Windpark, der vollständig im Besitz von Anwohnern der umliegenden Region ist; die meisten der etwa 200 Investoren sind Bauernfamilien. Jeder in einer Region von 300 km² war eingeladen zu investieren; 90 Prozent von ihnen taten dies auch. Es gab keinen Widerstand der örtlichen Bevölkerung gegen das Projekt. Der produzierte Windstrom wird bis 2037 an den Energiekonzern Vattenfall verkauft.